# Onthophagus mexicanus
Onthophagus mexicanus là một loài bọ cánh cứng trong họ Bọ hung (Scarabaeidae).